# Élections législatives belges de 1978
Les élections législatives du 17 décembre 1978 permirent de renouveler la Chambre des représentants de Belgique ainsi que le Sénat.

## Résultats

### Chambre des représentants
| Parti | Parti       | Voix      | %     | Sièges | +/-           |
| ----- | ----------- | --------- | ----- | ------ | ------------- |
|       | CVP         | 1 447 112 | 26,14 | 57     | 1             |
|       | PS          | 689 876   | 12,46 | 31     | Nv            |
|       | SP          | 684 976   | 12,37 | 26     | Nv            |
|       | PVV         | 573 387   | 10,36 | 22     | 5             |
|       | PSC         | 560 440   | 10,12 | 25     | 1             |
|       | VU          | 388 762   | 7,02  | 14     | 6             |
|       | FDF-RW      | 387 172   | 7     | 15     | en stagnation |
|       | PRLW        | 256 685   | 4,64  | 15     | 1             |
|       | KPB/PCB     | 180 234   | 3,26  | 4      | 2             |
|       | Vlaams Blok | 75 635    | 1,37  | 1      | Nv            |
|       | RAD/UDRT    | 48 616    | 0,88  | 1      | Nv            |
|       | PSB (LUX)   | 30 222    | 0,55  | 1      | Nv            |
|       | Autres      | 212 514   | 3,83  | 0      | 0             |
| Total | Total       | 5 535 631 | 100   | 212    | 212           |

### Sénat
Nombre de votes valables: 5 479 246
| Parti | Parti       | Voix    | Pourcentage | Sièges | Évolution |
| ----- | ----------- | ------- | ----------- | ------ | --------- |
|       | CVP         | 1420777 | 25,93 %     | 29     | +1        |
|       | PS          | 685307  | 12,51 %     | 17     | -2        |
|       | SP          | 678776  | 12,39 %     | 13     | +1        |
|       | PVV         | 572535  | 10,45 %     | 11     | +2        |
|       | PSC         | 535939  | 9,78 %      | 12     | +1        |
|       | VU          | 384562  | 7,02 %      | 7      | -3        |
|       | PRLW        | 330155  | 6,03 %      | 6      | -1        |
|       | FDF-RW      | 266713  | 4,87 %      | 7      | +1        |
|       | KPB/PCB     | 182711  | 3,33 %      | 1      | +1        |
|       | RW          | 123794  | 2,26 %      | 2      | 0         |
|       | Vlaams Blok | 80809   | 1,47 %      | 0      | 0         |
|       | RAD/UDRT    | 51571   | 0,94 %      | 0      | 0         |
|       | PSB (LUX)   | 30837   | 0,56 %      | 1      | +1        |
|       | Autres      | 134760  | 2,46 %      | 0      | 0         |